# Tain-l'Hermitage
Tain-l'Hermitage är en kommun i departementet Drôme i regionen Auvergne-Rhône-Alpes i sydöstra Frankrike. Kommunen ligger i kantonen Tain-l'Hermitage som tillhör arrondissementet Valence. År 2022 hade Tain-l'Hermitage 5 890 invånare.

## Befolkningsutveckling
Antalet invånare i kommunen Tain-l'Hermitage
Referens:INSEE